# Пехщайн
Пехщайнът (смолист камък, ретинит) (на немски: pechstein) е вид вулканично стъкло, дълбоко хидратирана кисела вулканична скала от риолит, диабаз и др. Той е по-богат на вода от обсидиана и повечето други видове вулканично стъкло, като обикновено съдържа вода от 5 до 10% от теглото си и от 10 до 20% от обема.

## Характеристика
Пехщайнът има химичен състав, индекс на пречупване и относително тегло, подобни на тези на обсидиана, но се отличава с матов, а не стъклен блясък. Подобно на обсидиана, той е полупрозрачен при тънките си ръбове, но е много по-богат на микроскопични израстъци на недоразвити кристали (кристалити), на чието изобилие обикновено се смята, че се дължи матовият му блясък. Кристалчетата са видими само под микроскоп, а разнообразните им форми правят образците причудливи.
Някои видове пехщайн са с много кисел състав, съдържат от 70 до 75% SiO2 и имат близки химични свойства с гранитите и риолитите. Други са по-алкални и с по-ниско съдържание на силициев диоксид. Такива са стъкловидните варианти на трахита и кератофира. Трети включват в състава си дацит и андезит. Пехщайнът съдържа микролити и по-рядко фенокристали. Цветът му може да бъде пъстър, набразден или равномерно разпределен в тъмни окраски – черно, червенокафяво, тъмнозелено. Има променлив състав и смолист блясък. Разграничават се липаритен пехщайн, трахитен, диабазен, фонолитен и т.н. Плътността му е 2400 – 2500 кг/м3, коефициентът на Поасон е 0,1 – 0,2, топлопроводимостта – 1,7 – 3,1 W/m.K.
Подобно на перлита предварително частично дехидратираният пехщайн, при бързо нагряване до 1100 – 1150 °C, набъбва и се превръща в стъклени мехурчета, обемът на които е 15 – 20 пъти по-голям от обема на скалата. Обемната плътност на експандирания продукт е 350 – 600 кг/м3.

## Образуване
Пехщайнът се образува при бързото охлаждане на високо вискозитетна риолитна лава или магма във водна среда. Следствие на много високия вискозитет на тези стопилки потокът е ламинарен и следователно смесването или хомогенизацията са доста по-слаби в сравнение с турбулентно движещата се магма с нисък вискозитет.
По-голямата част от водата, която съдържа, може да е абсорбирана от морето или мокрите утайки, в които е проникнал. Той е нестабилен и превръщането му в много финокристален агрегат наподобява девитрификацията на обсидиан – процес на частична или пълна кристализация. Най-често застива във вид на дайки и може да се превърне в порфир. Това са различни вулканични скали с големи, добре оформени кристали, в дребнозърнеста основна маса. Такъв порфир се нарича витрофир и се състои от стъклена подземна маса, обхващаща изобилие от големи кристали (фенокристали) от минерали като кварц, алкален фелдшпат и плагиоклаз, както и по-малко кристали от пироксен или амфибол.
Въпреки че са известни от епохата на девона, повечето от залежите са терциерни или по-нови и като всички естествени вулканични стъкла са склонни да кристализират или да девитрифицират с течение на времето. В някои от по-старите по-голямата част от масата се променя в матово фелзитно вещество, а от непроменения пехщайн остават само възли или зрънца.
Пехщайнът може да разкрие доказателства за потока на течността чрез наличието на вълнообразни ивици и верига от кристали, тъй като линията и слоевете на потока са ориентирани успоредно на стените на дайката.

## Разпространение
Пехщайнът се среща сред сравнително древни, променени вулканични скали от мезозойската и палеозойската епоха. Обикновено се намира в интрузивни дайки, жили или тела с неправилна форма сред вулканични слоеве, перлити и зеолитизирани туфи.
Разпространен е във вулканичните региони на Оверн във Франция, Унгария, Германия и други страни. Среща се в Колорадо, САЩ и на остров Аран, край бреговете на Шотландия. Образувал е перлитните находища в района на Забайкалието, чугуевските перлити и зеолити от Приморския край в Далекоизточния федерален окръг на Русия и др.
Много известни са скалите край градовете Кемниц и Майсен в Саксония. Те са кафяви или тъмнозелени, много често перлитни и показват прогресивна девитрификация, която започва от пукнатини и възли и се разпространява навътре през скалата.

## Употреба
Пехщайнът се добива заедно с перлита и се ползва за производството на експандиран перлит, или заедно със зеолити за получаване на хидравлични добавки към цимента.